# Deutsche-Arabische Lehr Abteilung
Deutsche-Arabische Lehr Abteilung (DAL) – ochotnicza jednostka wojskowa Wehrmachtu złożona w części z Arabów podczas II wojny światowej.
Deutsche-Arabische Lehr Abteilung został sformowany w lipcu 1941 r. w miejscowości Sonium w okupowanej Grecji. Rekrutował się głównie spośród jeńców wojennych pochodzenia arabskiego z brytyjskiej i francuskiej armii. Przywódcą religijnym jednostki był wielki mufti Jerozolimy Mohammad Amin al-Husajni. Swoje wpływy wśród żołnierzy próbował także rozwijać b. premier Iraku Raszid Ali al-Gajlani, co doprowadziło do dużego konfliktu między nimi.
Jednostka we wrześniu 1942 r. została wysłana na front wschodni w rejon Kaukazu, skąd miała brać udział w planowanym uderzeniu na kraje arabskie. Po odwrocie wojsk niemieckich z Kaukazu przeniesiono ją w listopadzie do Palermo na Sycylii. Stamtąd trafiła w styczniu 1943 r. do Tunezji, gdzie miała być użyta do rekrutacji arabskiej ludności do pomocniczych oddziałów. Pełniła jednak zadania strażnicze i budowlane. Niemcy wyposażyli ją w mundury i uzbrojenie armii Francji Vichy. Ostatecznie w maju dostała się wraz z pozostałymi oddziałami niemieckimi do niewoli alianckiej.